# Frank Borghi
Frank Borghi (San Luis, Misuri, Estados Unidos, 9 de abril de 1925 - San Luis, Misuri, Estados Unidos, 3 de febrero de 2015) fue un futbolista estadounidense de ascendencia italiana. Jugó en la posición de arquero.

## Trayectoria
Frank Borghi comenzó su carrera como jugador de un equipo de béisbol de su país. Más tarde, empezó a practicar el fútbol en la posición de arquero.
Borghi jugó por el St. Louis Simpkins-Ford, un equipo amateur de la ciudad de San Luis, Misuri. Con el club, fue campeón de la National Challenge Cup en 1948 y 1950.
Es miembro de la National Soccer Hall of Fame desde 1976.

## Selección nacional
Jugó 9 partidos con la selección estadounidense. Debutó el 4 de septiembre de 1949 ante México, partido válido por las eliminatorias para el mundial de 1950. Fue miembro de la selección en la Copa Mundial de Fútbol de 1950 realizada en Brasil. Disputó tres encuentros, incluyendo el histórico triunfo en el segundo partido frente a Inglaterra, los estadounidenses derrotaron por 1–0, siendo una de las mayores sorpresas de la historia del fútbol. Su último partido internacional fue en un juego válido por las eliminatorias para el Mundial de 1954 ante México.

### Participaciones en Copas del Mundo
| Mundial                        | Sede   | Resultado    | PJ | Goles |
| ------------------------------ | ------ | ------------ | -- | ----- |
| Copa Mundial de Fútbol de 1950 | Brasil | Primera fase | 3  | 0     |

#### Partidos e invictos internacionales
| Partidos e invictos internacionales | Partidos e invictos internacionales | Partidos e invictos internacionales         | Partidos e invictos internacionales | Partidos e invictos internacionales | Partidos e invictos internacionales                              | Partidos e invictos internacionales |
| #                                   | Fecha                               | Estadio                                     | Rival                               | Resultado                           | Competición                                                      | Invicto                             |
| ----------------------------------- | ----------------------------------- | ------------------------------------------- | ----------------------------------- | ----------------------------------- | ---------------------------------------------------------------- | ----------------------------------- |
| 1949                                |                                     |                                             |                                     |                                     |                                                                  |                                     |
| 1                                   | 4 de septiembre                     | Estadio de los Deportes, Ciudad de México   | México                              | 0 – 6                               | Clasificación de Concacaf para la Copa Mundial de Fútbol de 1950 |                                     |
| 2                                   | 14 de septiembre                    | Estadio de los Deportes, Ciudad de México   | Cuba                                | 1 – 1                               | Clasificación de Concacaf para la Copa Mundial de Fútbol de 1950 |                                     |
| 3                                   | 18 de septiembre                    | Estadio de los Deportes, Ciudad de México   | México                              | 2 – 6                               | Clasificación de Concacaf para la Copa Mundial de Fútbol de 1950 |                                     |
| 4                                   | 21 de septiembre                    | Estadio de los Deportes, Ciudad de México   | Cuba                                | 5 – 2                               | Clasificación de Concacaf para la Copa Mundial de Fútbol de 1950 |                                     |
| 1950                                |                                     |                                             |                                     |                                     |                                                                  |                                     |
| 5                                   | 25 de junio                         | Estadio Durival de Britto e Silva, Curitiba | España                              | 1 – 3                               | Copa Mundial de Fútbol de 1950                                   |                                     |
| 6                                   | 29 de junio                         | Estadio Independência, Belo Horizonte       | Inglaterra                          | 1 – 0                               | Copa Mundial de Fútbol de 1950                                   | 1 (1)                               |
| 7                                   | 2 de julio                          | Estadio Ilha do Retiro, Recife              | Chile                               | 2 – 5                               | Copa Mundial de Fútbol de 1950                                   |                                     |
| 1952                                |                                     |                                             |                                     |                                     |                                                                  |                                     |
| 8                                   | 30 de abril                         | Hampden Park, Glasgow                       | Escocia                             | 0 – 6                               | Amistoso                                                         |                                     |
| 1954                                |                                     |                                             |                                     |                                     |                                                                  |                                     |
| 9                                   | 10 de enero                         | Estadio de los Deportes, Ciudad de México   | México                              | 0 – 4                               | Clasificación para la Copa Mundial de Fútbol de 1954             |                                     |

## Clubes
| Club                    | País           | Año         |
| ----------------------- | -------------- | ----------- |
| St. Louis Simpkins-Ford | Estados Unidos | Desconocido |

## Vida personal
Sirvió como médico en una unidad de infantería estadounidense durante la Segunda Guerra Mundial en 1945. Ganó la Estrella de Bronce y el Corazón Púrpura.
Dejó el fútbol para convertirse en director de una funeraria en San Luis hasta el año 2003. 
En enero de 2004, Frank Borghi y los cuatro sobrevivientes de la selección estadounidense en la Copa Mundial de 1950 (Walter Bahr, Harry Keough, Gino Pariani y John Souza), fueron reconocidos como honorarios All-Americans por la National Soccer Coaches Association of America.
Borghi fue interpretado por Gerard Butler en la película The Game of Their Lives.